# بني خيار (تمروت)
بني خيار هي إحدى مشيخات المملكة المغربية، تتبع جغرافيا لإقليم شفشاون وإداريًا لتمروت. يقدر عدد سكانها بـ 10377 نسمة حسب الإحصاء الرسمي للسكان والسكنى لسنة 2004.